# رویال رامبل (۲۰۲۵)
رویداد رویال رامبل ۲۰۲۵ که با نام رویال رامبل: ایندیاناپلیس (به انگلیسی: WWE Royal Rumble: Indianapolis) نیز تبلیغ می‌شود، یک پی‌پرویو (یا به فارسی:رویداد غیر رایگان)(به انگلیسی: Pay-Per-View) کشتی حرفه‌ای است که توسط کمپانی آمریکایی دبلیودبلیوئی تولید می‌شود. این رویداد، سی و هشتمین رویداد سالانه رویال رامبل است که در روز شنبه ۱ فوریه ۲۰۲۵ در ایندیاناپلیس برگزار شد و نخستین رویداد رویال رامبل بود که در ماه ژانویه برگزار نشد. این رویداد شامل کشتی‌گیران برندهای راو و اسمک‌داون و ان اکس تی است و نخستین پی‌پرویوی دبلیودبلیوئی است که از طریق نتفلیکس برای اکثر کشورها (به جز ایالات متحده) پخش می‌شد.
این رویداد حول محور مسابقه رویال رامبل است و برنده این مسابقه جواز مسابقه بر سر کمربند جهانی در رسلمنیای آن سال را دریافت می‌کند. برای این رویداد، برنده رویال رامبل مردان می‌تواند برای عنوان قهرمانی دبلیودبلیوئی برند اسمک‌داون یا قهرمانی سنگین‌وزن جهان برند راو را فارغ از برندی که در حال حاضر در آن فعالیت می‌کند انتخاب نماید. برای زنان نیز برنده می‌تواند از بین عنوان قهرمانی زنان دبلیودبلیوئی در برند اسمک‌داون و قهرمانی جهانی زنان در برند راو، یکی را انتخاب نماید. این رویداد، آخرین حضور جان سینا در رویداد رویال رامبل خواهد بود، زیرا او قرار است در سال ۲۰۲۵ از کشتی حرفه‌ای بازنشسته شود.

## نتایج
| شماره | نتیجه | نوع مسابقه                                                                   | مدت زمان |
| ----- | --- | ---------------------------------------------------------------------------- | -------- |
| ۱     | شارلوت فلر برنده با حذف کردن روکسان پرز به عنوان نفر آخر                                                              | مسابقه ۳۰ نفره رویال رامبل زنان برای مسابقه بر سر عنوان جهانی در رسلمنیا ۴۱  | ۱:۱۰:۲۰  |
| ۲     | دی‌آی‌وای (جانی گارگانو و توماسو چامپا) (ق) برنده در مقابل موتور سیتی ماشین گانز (الکس شلی و کریس سابین)با نتیجه 2 بر 1 | مسابقه تگ تیم بر سر عنوان قهرمانی تگ تیم دبلیودبلیوئی                        | ۱۴:۰۰    |
| ۳     | کودی رودز (ق) برنده در مقابل کوین اونز                                                                                | مسابقه نردبانی بر سر عنوان قهرمانی بی چون و چرای دبلیودبلیوئی                | ۲۵:۰۵    |
| ۴     | جی اوسو برنده با حذف کردن جان سینا به عنوان نفر آخر                                                                   | مسابقه ۳۰ نفره رویال رامبل مردان برای مسابقه بر سر عنوان جهانی در رسلمنیا ۴۱ | ۱:۲۰:۱۵  |

### شرکت‌کنندگان مسابقه رویال رامبل زنان
– راو
  – اسمک‌داون
  – ان‌اکس‌تی
  – عضو تالار مشاهیر
  – بدون برند
  – برنده
| شماره | کشتی‌گیر        | حذف شده توسط                        | زمان    | تعداد افرادی که حذف کرده |
| ----- | -------------- | ----------------------------------- | ------- | ------------------------ |
| ۱     | ایو اسکای      | نایا جکس                            | ۱:۰۶:۴۵ | ۱                        |
| ۲     | لیو مورگان     | نایا جکس                            | ۱:۰۷:۰۰ | ۲                        |
| ۳     | روکسان پرز     | شارلوت فلر                          | ۱:۰۷:۴۷ | ۱                        |
| ۴     | لایرا والکیریا | آیوی نایل                           | ۱۶:۱۳   | ۰                        |
| ۵     | چلسی گرین      | پایپر نیون                          | ۲۶:۵۲   | ۲                        |
| ۶     | بی‌فب           | چلسی گرین                           | ۰۷:۲۰   | ۰                        |
| ۷     | آیوی نایل      | مکسین دوپری                         | ۱۶:۲۹   | ۱                        |
| ۸     | زوئی استارک    | بیانکا بلر و نائومی                 | ۱۶:۵۸   | ۱                        |
| ۹     | لش لجند        | چلسی گرین                           | ۱۷:۲۲   | ۰                        |
| ۱۰    | بیانکا بلر     | نایا جکس                            | ۴۹:۱۷   | ۱                        |
| ۱۱    | شینا بزلر      | بیلی                                | ۱۰:۱۲   | ۱                        |
| ۱۲    | بیلی           | نیکی بلا                            | ۴۶:۵۹   | ۱                        |
| ۱۳    | سونیا دویل     | ایو اسکای                           | ۰۶:۰۴   | ۱                        |
| ۱۴    | مکسین دوپری    | شینا بزلر، سونیا دویل و زوئی استارک | ۰۱:۲۰   | ۱                        |
| ۱۵    | نائومی         | نایا جکس                            | ۳۸:۰۴   | ۱                        |
| ۱۶    | جیدا پارکر     | جوردن گریس                          | ۰۶:۵۴   | ۰                        |
| ۱۷    | پایپر نیون     | شارلوت فلر                          | ۲۴:۱۰   | ۱                        |
| ۱۸    | ناتالیا        | لیو مورگان                          | ۱۷:۱۴   | ۰                        |
| ۱۹    | جوردن گریس     | جولیا                               | ۲۲:۴۱   | ۱                        |
| ۲۰    | میچن           | شارلوت فلر                          | ۱۶:۵۹   | ۰                        |
| ۲۱    | الکسا بلیس     | لیو مورگان                          | ۱‍۱:۰۱    | ۰                        |
| ۲۲‍    | زلینا وگا      | نایا جکس                            | ۱۸:۰۴   | ۰                        |
| ۲۳    | کندیس لی‌ری     | تریش استراتوس                       | ۱۶:۳۲   | ۰                        |
| ۲۴    | استفانی واکر   | نایا جکس                            | ۱۹:۰۲   | ۰                        |
| ۲۵    | تریش استراتوس  | نایا جکس                            | ۱۳:۱۳   | ۱                        |
| ۲۶    | راکل رودریگز   | نایا جکس                            | ۱۵:۰۲   | ۰                        |
| ۲۷    | شارلوت فلر     | برنده                               | ۱۵:۰۴   | ۴                        |
| ۲۸    | جولیا          | روکسان پرز                          | ۱۰:۰۸   | ۱                        |
| ۲۹    | نایا جکس       | شارلوت فلر                          | ۰۸:۱۳   | ۹                        |
| ۳۰    | نیکی بلا       | نایا جکس                            | ۰۳:۰۴   | ۱                        |

### شرکت‌کنندگان مسابقه رویال رامبل مردان
– راو
  – اسمک‌داون
  – تی‌ان‌ای
  – سلبریتی
  – بدون برند
  – برنده
| شماره | کشتی‌گیر           | حذف شده توسط              | زمان  | تعداد افرادی که حذف کرده |
| ----- | ----------------- | ------------------------- | ----- | ------------------------ |
| ۱     | ری میستریو        | جیکوب فاتو                | ۲۴:۴۱ | ۰                        |
| ۲     | پنتا              | فین بلر                   | ۴۲:۰۵ | ۱                        |
| ۳     | چد گیبل           | جیکوب فاتو                | ۲۱:۳۸ | ۰                        |
| ۴     | کارملو هیز        | براون بریکر               | ۰۶:۵۹ | ۰                        |
| ۵     | سانتوس اسکوبار    | براون بریکر               | ۰۵:۴۲ | ۰                        |
| ۶     | اوتیس             | براون بریکر و آی شو اسپید | ۰۹:۴۳ | ۱                        |
| ۷     | براون بریکر       | رومن رینز                 | ۲۲:۲۶‍ | ۴                        |
| ۸     | آی شو اسپید       | براون بریکر               | ۰۰:۵۶ | ۱                        |
| ۹     | شیمس              | رومن رینز                 | ۱۵:۳۸ | ۰                        |
| ۱۰    | جیمی اوسو         | جیکوب فاتو                | ۱۵:۳۴ | ۰                        |
| ۱۱    | آندراده           | جیکوب فاتو                | ۰۳:۱۷ | ۰                        |
| ۱۲    | جیکوب فاتو        | براون استرومن             | ۲۴:۱۶ | ۴                        |
| ۱۳    | لودویگ کایزر      | پنتا                      | ۰۰:۰۶ | ۰                        |
| ۱۴    | د میز             | رومن رینز                 | ۰۵:۲۴ | ۰                        |
| ۱۵    | جو هندری          | رومن رینز                 | ۰۳:۳۵ | ۰                        |
| ۱۶    | رومن رینز         | سی‌ام پانک                 | ۳۷:۱۵ | ۴                        |
| ۱۷    | درو مکینتایر      | دیمین پریست               | ۲۶:۵۵ | ۱                        |
| ۱۸    | فین بلور          | جان سینا                  | ۱۱:۱۰ | ۱                        |
| ۱۹    | شینسوکه ناکامورا  | جی اوسو                   | ۰۳:۱۷ | ۰                        |
| ۲۰    | جی اوسو           | برنده                     | ۳۶:۵۹ | ۳                        |
| ۲۱    | ای‌جی استایلز      | لوگان پاول                | ۲۱:۰۲ | ۱                        |
| ۲۲    | براون استرومن     | جان سینا                  | ۰۲:۱۲ | ۲                        |
| ۲۳    | جان سینا          | جی اوسو                   | ۳۰:۳۱ | ۳                        |
| ۲۴    | سی‌ام پانک         | لوگان پاول                | ۱۸:۴۶ | ۲                        |
| ۲۵    | سث «فریکن» رالینز | سی‌ام پانک                 | ۱۷:۱۴ | ۰                        |
| ۲۶    | دامینیک میستریو   | دیمین پریست               | ۰۴:۰۹ | ۰                        |
| ۲۷    | سمی زین           | جی اوسو و درو مکینتایر    | ۰۵:۲۲ | ۰                        |
| ۲۸    | دیمین پریست       | ال‌ای نایت                 | ۰۶:۱۴ | ۲                        |
| ۲۹    | ال‌ای نایت         | ای‌جی استایلز              | ۰۵:۰۶ | ۱                        |
| ۳۰    | لوگان پاول        | جان سینا                  | ۱۱:۱۹ | ۲                        |